# Tufara
Tufara là một đô thị ở tỉnh Campobasso trong vùng Molise thuộc nước Ý, có vị trí cách khoảng 25 km về phía đông nam của Campobasso. Tại thời điểm ngày 31 tháng 12 năm 2004, đô thị này có dân số 1.071 người và diện tích là 35,2 km².
Tufara giáp các đô thị: Castelvetere in Val Fortore, Celenza Valfortore, Gambatesa, Riccia, San Bartolomeo in Galdo, San Marco la Catola.